# Micrurus stuarti
Micrurus stuarti este o specie de șerpi din genul Micrurus, familia Elapidae, descrisă de Roze 1967. Conform Catalogue of Life specia Micrurus stuarti nu are subspecii cunoscute.